# Alopecosa gracilis
Alopecosa gracilis là một loài nhện trong họ Lycosidae.
Loài này thuộc chi Alopecosa. Alopecosa gracilis được Friedrich Wilhelm Bösenberg miêu tả năm 1895.